# Aitape
Aitape, naselje na sjevernoj pacifičkoj obali Papue Nove Gvineje, provincija Sandaun, utemeljeno 1905. od strane njemačkih kolonista. Tijekom Drugog svjetskog rata okupirala ga je japanska vojska.  Sredinom 1998. godine potres u Bizmarkovom moru izaziva izaziva 3 divovska tsunami vala koji pogađaju obalu između Aitapea i Seraia. u kojem pogiba oko 2.200 ljudi koji su sahranjeni u zajedničku grobnicu, a oko 10.000 ostaje bez domova. 

## Vanjske poveznice
- Diocese of Aitape  Arhivirana inačica izvorne stranice od 31. ožujka 2016. (Wayback Machine)
- The Aitape PNG Earthquake/Tsunami
- Aitape (slike)  Arhivirana inačica izvorne stranice od 22. studenoga 2005. (Wayback Machine)